# Brualer Schloot

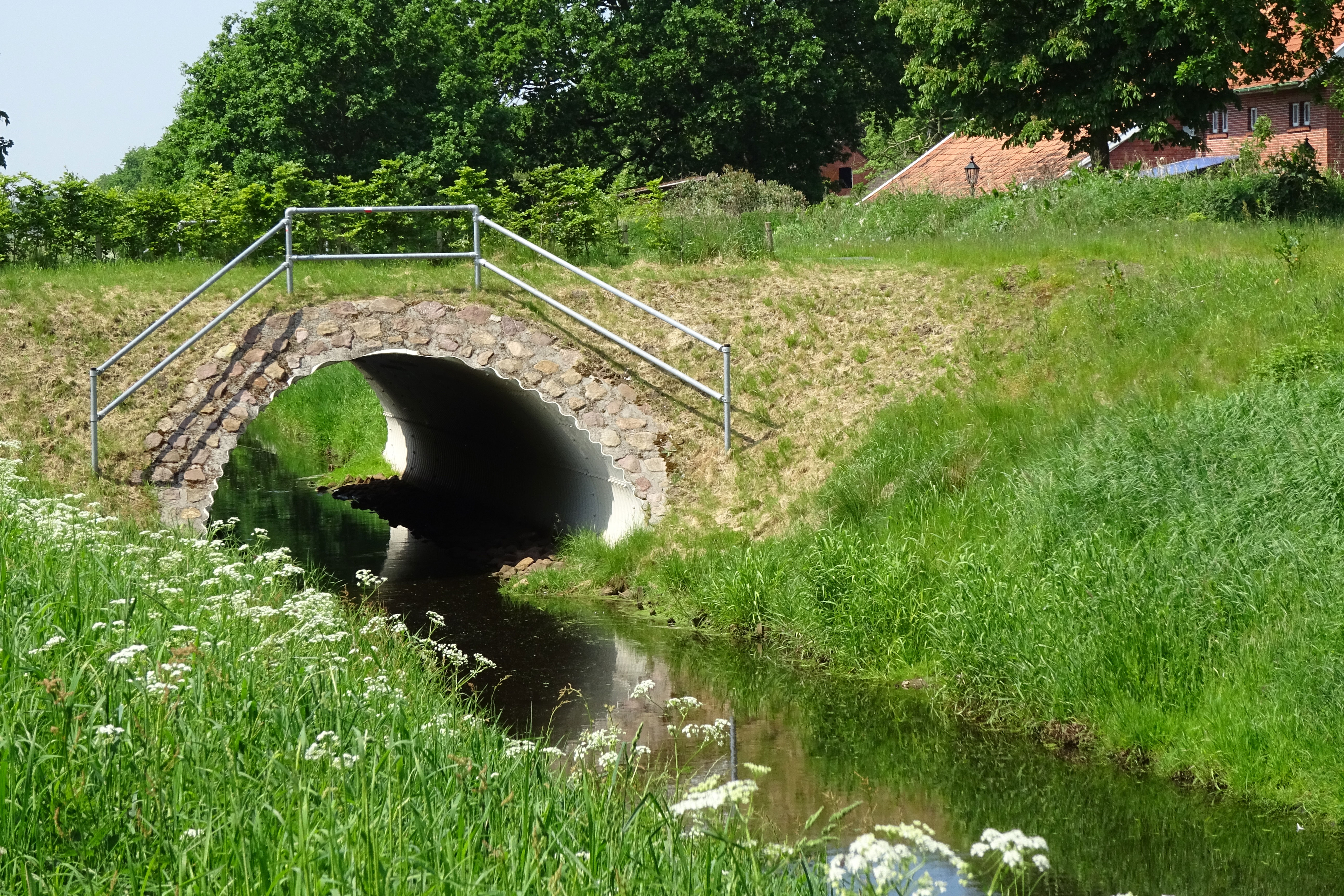
De Brualer Schlot bij de Hinterster Wiekweg

De Brualer Schloot is een afwateringskanaal in het gebied tussen de Landkreis Emsland en Landkreis Leer in de Duitse deelstaat Nedersaksen ten oosten van de Nederlandse provincie Groningen. De Brualer Schloot loopt langs de Duits/Nederlandse grens in noordelijke richting tot in de omgeving van De Lethe en  buigt dan in oostelijke richting naar de Eems. In de omgeving van de Lethe wordt de Brualer Schloot ook wel het Pruus Daipke genoemd.
De Brualer Schloot werd in de jaren dertig van de twintigste eeuw aangelegd ten behoeve van de ontginning van het uitgestrekte veengebied het Brualer Moor. Bij de aanleg van de Brualer Schloot werden gevangenen van het concentratiekamp Rhede-Brual als dwangarbeiders ingezet. Vandaar dat het afwateringskanaal ook wel het KZ-Kanal genoemd werd. Loodrecht op de Brualer Schloot werden de Brualer Moorgraben West, -Mitte en -Ost van noord naar zuid aangelegd.
Via de Brualer Schloot kon de turf afgevoerd worden en kon het gebied ontwaterd worden. De afwateringsfunctie werd in de loop der tijd steeds belangrijker. In het kader van het interregionaal beleid zijn vanaf 2004 maatregelen getroffen ter versterking van de biodiversiteit. Aan de westzijde grenst het gebied van de Brualer Schloot aan het Nederlandse natuurgebied nabij De Lethe in de provincie Groningen.